# Mocis
Mocis is een geslacht van nachtvlinders uit de familie spinneruilen (Erebidae).

## Soorten
- M. alterna Walker, 1858
- M. ancilla Warren, 1913
- M. antillesia Hampson, 1913
- M. cauninda Moore, 1884
- M. conveniens (Walker, 1858)
- M. disseverans Walker, 1858
- M. frugalis (Fabricius, 1775)
- M. latipes Guenée, 1852
- M. marcida Guenée, 1852
- M. mayeri (Boisduval, 1833)
- M. mutuaria (Walker, 1858)
- M. persinuosa (Hampson, 1910)
- M. proverai Zilli, 2000
- M. repanda (Fabricius, 1794)
- M. texana Morrison, 1875
- M. trifasciata Stephens, 1830
- M. undata (Fabricius, 1775)
- M. virbia Cramer, [1780]